# NGC 2547
NGC 2547 je otvoreni skup u zviježđu Jedru.

## Vanjske poveznice
- SEDS: NGC 2547